# Simone Gianini
Simone Gianini, né le 13 février 1976 à Faido (originaire de Sobrio), est une personnalité politique suisse, membre du Parti libéral-radical.
Il est député du canton du Tessin au Conseil national depuis décembre 2023.

## Biographie
Simone Gianini naît le 13 février 1976 à Faido, dans le canton du Tessin. Il est originaire de Sobrio et grandit à Prato, toutes deux dans le même district.
Titulaire d'une licence en droit obtenue à l'Université de Zurich en 2000, il exerce la profession d'avocat (brevet en 2005) et de notaire (brevet en 2007) au sein d'une étude luganaise, dont il est partenaire depuis 2014,.
Il a le grade de premier-lieutenant au sein de l'Armée suisse. Incorporé dans l'artillerie, il fait son école de recrues et ses cours de répétition au Monte Ceneri, à Frauenfeld et à Bière. Il est par ailleurs président de la Société tessinoise d'artillerie.
Marié et père de trois enfants, il habite à Bellinzone depuis 2011 après avoir résidé à Ascona et Minusio.

## Parcours politique
Il est membre de la Municipalité de Bellinzone depuis 2012 et son vice-syndic depuis 2021. Il y dirige le dicastère du territoire et de la mobilité. Il annonce en décembre 2023 qu'il ne se représentera pas pour un nouveau mandat en avril 2024. 
Après une première candidature en 2015,, il crée la surprise en octobre 2023 en décrochant un siège au Conseil national, terminant à la quatrième place des huit sièges à pourvoir pour son canton. Succédant à Rocco Cattaneo à la chambre basse du Parlement suisse, il y est membre de la Commission des affaires juridiques (CAJ).